# پنجره آپارتمان
پنجره آپارتمان (به انگلیسی: The Apartment Window) یک نقاشی رنگ روغن قرن بیستمی اثر هنرمند آمریکایی جینت اسکات است. در این نقاشی یک زن با لباس زرد و کلاه که روبه‌روی پنجره ایستاده، به‌تصویر کشیده شده‌است. این اثر در نگارخانه وُز در بوستون قرار دارد.